# Peju Alatise
Peju Alatise (né en 1975) est une artiste, poète et écrivaine nigériane, membre du Musée national d'Art africain, qui fait partie de la Smithsonian Institution. Alatise a reçu une formation officielle d'architecte à l'université Ladoke Akintola dans l'État d'Oyo, au Nigeria. Elle a ensuite travaillé pendant 20 ans comme artiste de studio.
Son travail a été exposé à la 57e édition de la Biennale de Venise, sur le thème « Viva Arte Viva »,. Alatise, avec deux autres artistes nigérians, Victor Ehikhamenor et Qudus Onikeku (en), ont été les premiers Nigérians à apparaître à l'exposition d'art. Son travail était un groupe de statues grandeur nature basées sur la vie d'une servante.
Alatise a été lauréate du FNB Art Prize 2017.
Peju cite les artistes David Dale, Bruce Onobrakpeya, Nike Davies-Okundaye, Susanne Wenger, et les cultures nigériane et yoruba comme influences de son œuvre.

## Jeunesse
Alatise et ses sept frères et sœurs sont nés et ont grandi en tant que famille musulmane traditionnelle dans l'État de Lagos, au Nigeria.
Peju Alatise a d'abord considéré l'art comme une carrière à l'âge de quinze ans lorsqu'elle a vu une exposition de l'artiste nigérian David Dale. Lorsque Peju a exprimé son intention de devenir artiste, son père a découragé l'idée, estimant que l'art était une perte de temps. Il voulait que sa fille choisisse un métier plus stable économiquement,. Cependant, sa mère soutenait les activités artistiques de Peju, car un spirite avait prédit que Peju serait un jour riche. Malgré sa désapprobation initiale, même son père a finalement été convaincu par l'idée avant de mourir.
Avant de poursuivre l'art, Peju a étudié l'architecture dans une université, valorisant la façon dont elle lui a appris à voir et à penser logiquement. Pendant ses années universitaires, Peju a commencé à explorer ses intérêts pour l'art en visitant Jakande, un marché d'artisanat à Lagos. Là, elle a pratiqué divers médias, notamment la peinture, la sculpture et la fabrication de bijoux. Elle a commencé sa carrière artistique avec la peinture, avant de devenir une artiste multimédia, en utilisant des perles, du tissu, de la résine et d'autres matériaux. Elle travaille maintenant dans la sculpture, utilisant son art pour faire des déclarations sur les questions sociales, tout en incorporant la littérature, le symbolisme et la mythologie yoruba traditionnelle dans ses œuvres. Alatise a également utilisé des médias tels que la fabrication de perles, le conseil en arts visuels, l'écriture créative, la conception d'accessoires en cuir et la conception intérieure.

## Carrière artistique
Selon Vogue, « Alatise définit sa pratique artistique comme une recherche de la vérité et, à cette fin, une grande partie de son travail se concentre sur les femmes au Nigeria et sur les questions politiques et religieuses au cœur du pays. ». Croyant fermement qu'un artiste devrait dépeindre le monde dans lequel elle vit, Peju s'efforce de visualiser les problèmes sociaux de son pays et son expérience personnelle. Compte tenu des opinions sociales fortement ancrées des rôles de genre au Nigeria, il n'est pas surprenant qu'une grande partie des œuvres de Peju se concentre sur l'inégalité entre les sexes et les droits des femmes. Utilisant son art pour faire des déclarations sur des questions sociales, Alatise agit comme une activiste sociale créative à travers l'art. Le travail d'Alatise élargit les vues afro-féministes en fracturant le moule masculin de la culture africaine moderne. Au fil des ans, le travail d'Alatise l'a mise sur un piédestal avec de nombreuses autres artistes nigérianes éminentes comme Nike Davies-Okundaye, Lara Ige-Jacks et Ndidi Dike (en).
Bien qu'Alatise ait commencé sa carrière artistique en explorant des illusions en trois dimensions sur des surfaces en deux dimensions, Peju crée également à travers la littérature. Cet amour combiné de l'art et de la littérature se reflète dans l'une de ses pièces les plus étonnantes, "Flying Girls". Exposée à la Biennale de Venise, cette pièce se composait de huit filles grandeur nature avec des ailes et, selon BellaNaija, qui est un site de mode et de divertissement, « est basée sur l'histoire d'une fillette de dix ans qui travaille comme femme de ménage dans Lagos en rêvant d'un royaume où elle est libre, qui n'appartient qu'à elle-même et qui peut voler. ». Bella déclare également que cette pièce « aborde l'injustice du présent, mais à travers une vision d'un avenir imaginaire plus sûr, en particulier pour les petites filles. ». De plus, ce travail aborde la question du travail des enfants.
Alatise combine plus directement ses compétences multidisciplinaires dans son exposition de 2013, intitulée « Wrapture ». Cette pièce combine des histoires courtes avec des sculptures, créant un récit visuel.

### Enchères d'art
L'œuvre d'Alatise de 2011 intitulée "Ascension" a été vendue à N4,4 millions dans la vente aux enchères d'art du Nigeria, ce qui a fait de son travail le meilleur prix parmi les artistes émergents.

## Prix et distinctions
Peju Alatise a reçu le FNB Art Prize 2017 lors du lancement du 10e volet de la FNB Joburg Art Fair (en) . Cette foire d'art est située à Johannesbourg, en Afrique du Sud.

## Autres réalisations
Ses préoccupations les plus récentes incluent la création de résidences d'artistes au Maroc et en Turquie. Ce sont des endroits où les artistes peuvent vivre et travailler sur leurs divers projets artistiques tout en étant à proximité d'autres artistes ayant des intérêts similaires. De cette façon, Peju se concentre sur le soutien aux artistes émergents.
Dans une interview avec Ijeoma Ndukwe, Peju Alatise a décrit ses objectifs en ces termes: « Quand je regarde la norme dans laquelle je veux que mon travail soit, je regarde ce qui se passe à l'échelle mondiale. Les artistes qui m'inspirent sont [ceux] dont les œuvres s'engagent d'une manière qui vous informe ou vous inspire, [qui] parlent de la véritable essence de l'humain en vous et je veux que mon travail fasse de même. ».

## Expositions
- « Material Witness » (2012): Nike Art Gallery, Lagos. Photographie de Marc C et Yinka Akingbade[13]
- « WRAPTURE: a Story of Cloth » (12 septembre-16 novembre 2013): Art Twenty-One, Lagos. Photographie par Marc C et Yinka Akingbade
- Biennale de Casablanca 2014: résidence Ifitry, Essaouira, 2013
- 1:54 Artfair contemporain Africain (2014): Somerset House, Londres
- 57e Biennale de Venise (2017): August Wilson centre for Arts, 2018
- « Prélude, prétextes et présomptions » (2018): Arthouse Comtemporary, Lagos